# یننه (لاتزیو)
یننه (به ایتالیایی: Jenne) یک کومونه در ایتالیا است که در استان رم واقع شده‌است. یننه ۳۱٫۵ کیلومتر مربع مساحت و ۳۹۳ نفر جمعیت دارد و ۸۳۴ متر بالاتر از سطح دریا واقع شده‌است.